# NGC 6758
NGC 6758 (другие обозначения — PGC 62935, ESO 184-37, AM 1909-562) — эллиптическая галактика (E) в созвездии Телескоп.
Этот объект входит в число перечисленных в оригинальной редакции «Нового общего каталога».